# Курбатовы
Курба́товы — русские дворянские роды.
Фамилия происходит от русского прозвища курбатый, что значит «малорослый, толстячёк, куцый». В разные исторические периоды среди носителей фамилии были известные военные, крупные чиновники, учёные, писатели.
С XVI века известно по разным источникам несколько упоминаний к дворянскому сословию принадлежавших Курбатовых. Опричниками Ивана Грозного (1573) числились: Иван, Алексей и Русин Курбатовы. Иван Курбатов сын Уваров, смоленский дворянин (1610). Иван Третьяков сын Курбатов, угличанин, боярский сын.
Роды внесены в разные части разных родословных книг: 3-ю часть дворянской родословной книги Казанской губернии по определению Казанского дворянского депутатского собрания от 18.10.1823, утвержден указом Герольдии от 29.09.1843.

## Описание гербов

#### Герб Курбатовых 1785 г.
В Гербовнике Анисима Титовича Князева 1785 года имеется печать с гербом Александра Петровича Курбатова: в щите, имеющей золотом поле, изображен желтый лев, стоящий на задних лапах, обращённый в правую сторону и держащий в поднятой лапе ключ бородкой вверх. Щит увенчан дворянским шлемом с клейнодом на шее (дворянская корона отсутствует). Из шлема выходит лев с ключом в правой лапе. Цветовая гамма намёта не определена.

Герб. Часть XIII. № 179.

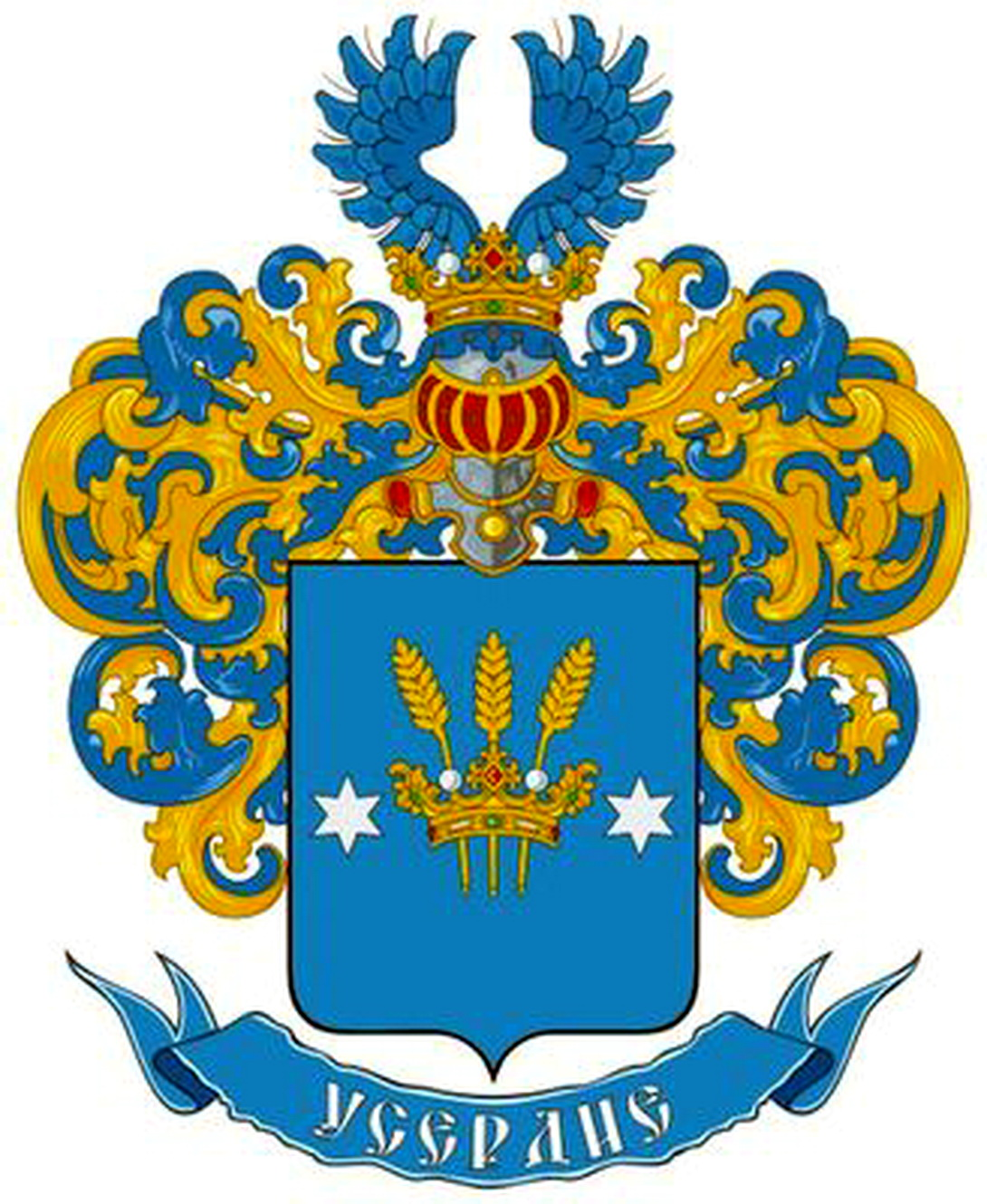
ОГ XIII, 179

Герб коллежского асессора Курбатова: в лазоревом поле золотая дворянская корона, сквозь которую пропущены три золотых же хлебных колоса, сопровождаемая двумя шестиугольными серебряными звездами. Шлем дворянский с дворянской короной. Нашлемник: два лазоревых орлиных крыла. Намёт лазоревый с золотым подбоем. Девиз «Усердием». Герб Курбатова внесён в Часть XIII Общего гербовника дворянских родов Всероссийской империи, 179;
Герб. Часть XXI. № 18.:
Герб рода Курбатовых: в серебряном щите червлёное острие, обремененное золотой с чёрными швами и открытыми воротами крепостной стеной, стоящей на серебряной горе, и сопровождаемое двумя золотыми пятиконечными звездами. Щит увенчан дворянским коронованным шлемом. Нашлемник: рука в серебряных латах, держащая серебряный с золотой рукояткой меч. Намёт: серебряный, подложенный червленью.

## Известные представители
- Курбатов Константин Силуянович — дьяк, воевода в Астрахани (1675)[7].
- Курбатов Андрей Константинович — стряпчий (1683), стольник (1688—1692).
- Курбатов Алексей Александрович — дьяк (1700)[8].
- Курбатов, Алексей Александрович (ум. в 1721 г.) — архангельский вице-губернатор, известный «прибыльщик» Петровского царствования
- Курбатов, Алексей Ильич (1844—1885) — русский инженер-технолог
- Курбатов, Пётр Александрович (?—1872) — последний директор Московского Благородного Пансиона (1826—1830)
- Курбатов, Пётр Васильевич (1672—1746), государственный деятель времен Петра I, дипломат
- Курбатов, Пётр Петрович (1710 или 1711—1786) — писатель, переводчик, член Коллегии иностранных дел, действительный статский советник
- Курбатов, Александр Дмитриевич (1800—1858) — выпускник Благородного пансиона при Московском университете, титулярный советник
- Курбатов, Аполлон Аполлонович (1851—1903) — инженер-технолог. Окончил петербургский технологический институт; был в нём профессором химической технологии
- Курбатов, Константин — дьяк Земского приказа (1668—1677)
- Курбатов, Михаил Алексеевич (1874—1959) — скульптор, художник
- Курбатов, Иван Ильич (1846—1923) — доктор медицины, окончил гимназию в Тамбове, затем медицинский факультет Московского университета
- Курбатов, Александр Сергеевич (1836—до 1908) — генерал-лейтенант, директор Псковского кадетского корпуса (1883—1891), — 2-го кадетского корпуса в Петербурге (1891—1895)
- Курбатов, Алексей Александрович (1866—1935) — генерал-майор; окончил 2-й кадетский корпус и 2-е военное Константиновское училище; — командир 72-го пехотного Тульского полка (1912), — бригады 40-й пехотной дивизии, участник 2-го Кубанского похода; директор Военного генерала Алексеева училища (1920); умер в эмиграции в Болгарии (сын предыдущего)
- Курбатов, Владимир Александрович (1882—1920) — полковник; окончил Пажеский корпус (1901), в л-гв. 1-й артиллерийской бригаде (1901—1920), во ВСЮР и Русской Армии; умер в Джанкое (сын ген.-лейтенанта А. С. Курбатова)